# هابي بهاج جايجي (فلم)
هابي بهاج جايجي هو فيلم كوميدي رومانسي هندي صدر عام 2016، من تأليف وإخراج مدثر عزيز، وإنتاج أناند إل راي وكريشيكا لولا. يتحدث الفيلم عن عروس من أمريتسار تهربُ من حفل زفافها وتصل عن غير قصد إلى لاهور، باكستان. يضم الإنتاج طاقم الممثلين المكون من بينتي وأبهاي ديول وجيمي شيريجيل وعلي فازال ومومال شيخ.
بدأ عزيز الكتابة للفيلم في عام 2012 واتصل لاحقًا براي لإنتاجه. صُوّر الفيلم على أنه فيلم كوميدي رومانسي «عبر الحدود» وكان عنوانه في الأصل دولي لاهور ميين. على الرغم من أن جزءًا كبيرًا من الفيلم قد تم تصويره في لاهور، فقد تم تصوير الفيلم بشكل أساسي في شانديغار وأمريتسار مع عمل سوراب جوسوامي كمدير للتصوير. شارك في الفيلم ممثلين باكستانيين وكان أول ظهور لبعضهم في بوليوود. قام سهيل سين بتأليف موسيقى هابس بهاج جايجي وتم إصدارها تحت عنوان إروس ميوزك. استحوذت شركة إروس إنترناشيونال على حقوق التوزيع العالمية للإنتاج. وصل طول الفيلم نحو 126 دقيقة بعدّ المونتاج السينمائي.
تم إصدار هابي بهاج جايجي في الهند في 19 أغسطس 2016 وحصل على ردود فعل متباينة من نقاد الفيلم، الذين قدروا أداء فريق الممثلين والفكاهة. ركز النقد على السيناريو المبعثر، والنبرة غير المتسقة، والتوصيف الضعيف نسبيًا للشخصية المركزية. على الرغم من المراجعات المختلطة، كان أداء الفيلم جيدًا في شباك التذاكر، حيث جمع أكثر من روبل هندية مقابل ميزانية إنتاج بلغت 200 مليون رويية. اعتُبر الفيلم ضربة نائم في وسائل الإعلام في الهند، وقد صدرت تكملتهُ بعنوان هابي فير بهاج جايجي في 24 أغسطس 2018.

## الحبكة
من المفترض أن تتزوج هاربريت «هابي» كاور (ديانا بينتي) من دامان سينغ باجا (جيمي شيرجيل) في أمريتسار بالهند، لكنها خططت للهروب مع صديقها الموسيقي جودو (علي فضل). تجد نفسها عن غير قصد على متن شاحنة متجهة إلى لاهور، وهي محاصرة داخل سلة فواكه يتم تسليمها إلى منزل بلال أحمد (أبهاي ديول)، نجل الحاكم المحلي السابق. وفي الوقت نفسه، في أمريتسار، يكون جودو رهينة من قبل باجا.
بعد هروبه من منزل بلال، تثير هابي ضجة في أحد الأسواق المحلية فاعتقلها ضابط الشرطة عثمان أفريدي (بيوش ميشرا). يبلغ الضابط بلال، الذي يقرر ترتيب ترحيل هابي. غير راغبة في العودة إلى أمريتسار، ابتزت هابي بلال لمساعدتها باستخدام قصة مفتعلة عن اختطافها من قبل بلال ووالده. يواجه بلال بعد ذلك خطيبته زويا (مومال شيخ)، التي تشتبه في البداية في أن له علاقة مع هابي. يقترح زويا لاحقًا إحضار جودو إلى لاهور، وجعله يتزوج سعيدًا هناك، ويرحلهم معًا. يوافق بلال على مضض على مساعدة هابي، لكنه يجد صعوبة في إخفاءها عن والده ويكافح من أجل عدم فقدان السيطرة. يجد بلال نفسه منجذبًا إلى هابي، التي تقيم صداقة وثيقة معه ومع زويا.
عندما يسافر والد بلال إلى الصين لمدة أسبوعين، قرر الذهاب إلى الهند مع أفريدي لإنقاذ جودو. يتظاهرون بأنهم أعضاء في شركة موسيقى مقرها لاهور ويقنعون باجا بأنهم يريدون أن يؤدي جودو أداءً في إنتاجهم في لاهور. يدرك باغا حيلتهم ويشاهدهم بلا حول ولا قوة وهم يستقلون حافلة متجهة إلى لاهور من أتاري. يستأجر الحمقى الذين يختطفون سعيد من منزل بلال ويسافر إلى لاهور مع والد هابي. أفريدي يعتقل باغا فور وصوله ويهرب والد هابي.
ينقذ أفريدي هابي، الذي يجتمع مرة أخرى مع جودو. مغرم تمامًا بهابي، يبدأ بلال في تجنب زويا لكنه يتصالح معها لاحقًا. والد هابي، في محاولاته اليائسة للعثور على ابنته، يخطئ في معرفةِ جاسوس هندي يخطط لقتل والد بلال. بلال، يرتب لزواج هابي من جودو في حفل زفاف جماعي. بعد أن هرب من السجن، وصل باجا أيضًا إلى حفل الزفاف الجماعي متنكراً في زي العريس. يتحول الحدث إلى فوضى عندما يقوم والد هابي بمحاولة مسعورة لجذب انتباه الحاكم باستخدام مسدس ضابط الشرطة. سعيد يتزوج غودو ويتوجهان إلى المطار في ظلّ مطاردة والد هابي، بلال وزويا، وباغا ورفاقه الذين فقدوا مسار المجموعة. قبل ركوب الطائرة المتجهة إلى أمريتسار، تطلب هابي التحقق من صحة والدها الذي يلزمها بذلك. تحتضن زويا وبلال وترحل.
في مشهد ما بعد، يسعى باجا للحصول على دعم لحملته الانتخابية في تجمع عام بحضور هابي وجودو الذي يعلن نفسه منقذ الزوجين. يتفاعل المتفرجون بحيرة تامّة.

### التطوير
كان مدثر عزيز يعمل على سيناريو هابي بهاج جايجي منذ عام 2012. بدأت أعمال ما قبل الإنتاج للمشروع عندما وافق أناند راي على إنتاجه تحت عنوان كولر يلو برودكشنز مع وجود عزيز كمدير. كان هذا أول مشروع لراي كمنتج وأول مشروع لعزيز كمخرج منذ أكثر من أربع سنوات. صُوّر الفيلم على أنه كوميديا رومانسية «عابرة للحدود» وكان في الأصل بعنوان دولي لاهور ميين، في إشارة إلى مكان الفيلم، لاهور، باكستان. تم تغيير العنوان لاحقًا إلى العنوان الحالي لأنه تمت إعادة تسمية الشخصية المركزية هاربريت «هابي» كور. تحدث راي عن انتقاله من مخرج إلى منتج، قائلاً إن الارتباط بمشروع كمنتج سيساعده على أن يصبح «صانع أفلام كامل». قال راي إنه لن يتدخل في العملية الإبداعية لعزيز وسيمنحه الحرية الكاملة كمخرج. كما كتب عزيز حوار الفيلم.

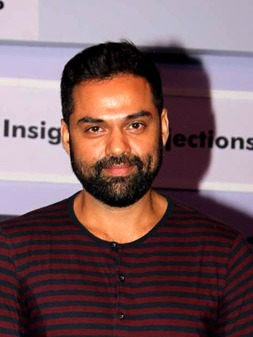
أراد راي العمل مع ديول منذ الانتهاء من مشروعهم الأخير

كان أبهاي ديول قد تعاون سابقًا مع راي في الدراما الرومانسية رانجانا؛ حيثُ تأثر الأخير بأداء ديول في هذا الفيلم وأعرب عن اهتمامه بالعمل معه مرة أخرى. بعد ذلك، عرض راي على ديول دور بلال أحمد. تم اختيار ديانا بينتي كشخصية رئيسيّة. كان هذا أول مشروع لبينتي منذ ظهورها الأول على الشاشة في الكوميديا الرومانسية كوكتيل (2012). قالت بينتي إنها انجذبت على الفور إلى سيناريو الفيلم والشخصية، وهو ما لم يكن مثل دورها السابق ووصفت هابي بأنها «واثقة جدًا و... شخصية مقبلة تمامًا». قبل بدء التصوير، أمضت بينتي وقتًا طويلاً في أمريتسار للتأقلم مع البيئة. ساعدت الممثلة البنجابية نيليما شارما بينتي في الاستعداد للدور بشكل أكبر. فقالت: «لقد التقطت الكثير من [شارما]، خاصة أشياء مثل أسلوبها اللغوي ولغة جسدها».
يمثل هابي بهاج جايجي الظهور الأول في بوليوود للممثل الباكستاني مومال شيخ، الذي تم اختياره للعب دول خطيب ديول. اقترب فريق الإنتاج من والد الشيخ جاويد شيخ لدور في الفيلم وطلب مساعدته في تمثيل دور زويا. بعد الاختبار، كان الممثلون الذين اقترحهم جافيد غير مناسبين؛ ثم اتصل الفريق بمومال، التي قرأت النص عدة مرات قبل الموافقة على العمل على الإنتاج. عُرض على فضل دور جودو، الموسيقي غير الناجح واهتمام بينتي بالفيلم. ووصف الشخصية بأنها «فتى مجاور جدا، من النوع الضعيف». قال جيمي شيرجيل، الذي كان من آخر الممثلين الذين انضموا إلى فريق التمثيل، إنه انجذب إلى مفهوم «الرواية» للفيلم. كما شارك في هابي بهاج جايجي كانوالجيت سينغ، بيوش ميشرا، ياغات روات، عائشة رضا ميشرا، وأشو شارما.

### التصوير وما بعد الإنتاج

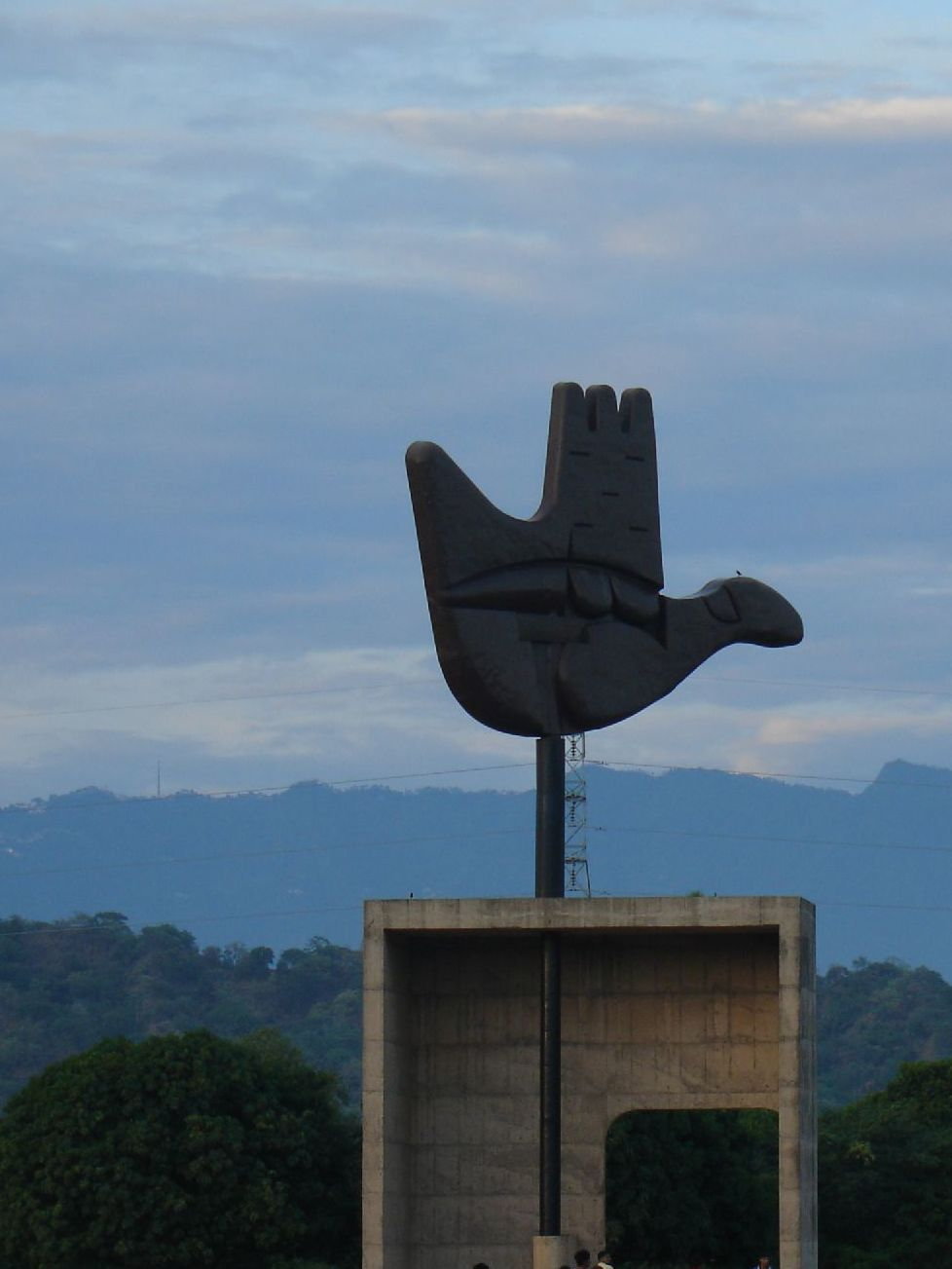
جرى التصوير في المقام الأول في شانديغار، البنجاب

بدأ التصوير الرئيسي لهابي بهاج جايجي في سبتمبر 2015 في أمريتسار وشانديغار ومومباي. عملت سوراب جوسوامي كمديرة للتصوير الفوتوغرافي وتولى تصميم الإنتاج وصيق خان. تم تصميم الأزياء، التي تضمنت الملابس الهندية التقليدية لبينتي، وبدلات باثاني لديول بواسطة أنكيتا جها ونيدهي جامبهير. بينما تم تصوير جزء كبير من هابي بهاج جايجي في لاهور، باكستان، تم تصوير الفيلم في مدن مختلفة في البنجاب، الهند. تم تصوير معظم المشاهد في الهواء الطلق وواجه الطاقم صعوبات في إدارة التصوير في المواقع المزدحمة مثل محطة حافلات أمريتسار بين الولايات وفي شانديغار.
اكتملت عملية تصوير الفيلم في مارس 2016. جرى تحرير الفيلم من قِبل المحرر في مومباي والفني نيناند خانولكار وتم خلط الصوت عن طريق أرون نامبيار. شارك في إنتاجه راي تحت مسمى كولر يلو بروكشنز وكريشيكا لولا من إروس إنترناشيونال، وقد تم إنتاج الفيلم بميزانية تقديرية بلغت 200 مليون روبية هندية (3٫3 مليون دولار أمريكي). بلغَ طول الفيلم 126 دقيقة. تم الحصول على حقوق التوزيع الدولية له من قبل شركة إروس إنترناشيونيال. أصدرَت لولا بيانا ناقش فيه «البيئة المحلية» للمشروع والموضوع العام. قالت إن الفيلم «يبرز نكهات من الهند الحقيقية [و] يسلط الضوء على تعقيدات المشاعر الإنسانية وسوف يلمس قلب الجميع».

## الموسيقى
قام بتأليف الموسيقى التصويرية لهابي بهاج جايجي المخرج والمغني سهيل سين. كلمات الأغنية كتبها مدثر عزيز، باستثناء أغنية «جابرو ريدي تو مينجل هاي» التي تحتوي على مقطع راب مع كلمات إنجليزية كتبها دي إم سي. قام كل من هارشديب كور وشاهد مليا وميكا سينغ ونيتي موهان وتارانوم مالك ودانيش سابري وأريجيت سنيغ وألتاماش فاريدي بتقديم غناء لأغاني الألبوم. كانت بعضُ الأغاني مصحوبة بفيديو موسيقي يضمُّ بينتي وديول وفضل وشيخ. تم إصدار الموسيقى التصويرية في 1 أغسطس 2016 على ملصق إروس إنترناشيونال.
قام عددٌ من المختصّين بمن فيهم موهار باسو وديفيش شارما بمراجعة الموسيقى التصويرية للفيلم بشكل إيجابي وأعربوا عن تقديرهم لأسلوب سين الفريد. موهار باسو، الذي يكتب لصحيفة ذا تايمز أوف إينديا، أعطى الألبوم ثلاثة نجوم ونصف من أصل خمسة، وقال إنه يحتوي على «مزيج مثير للاهتمام من أنماط مختلفة»، وأطلق عليه لقب «لا يُنسى». وقد تأثر بشكل خاص بغناء سينغ في أغنية «جابرو ريدي تو مينجل هاي»، والتي وصفها بأنها «مبهجة الجماهير». شارك هذا الرأي شارما، الذي كتب أن سينغ غنى بـ «المهارة المتأصلة». أثناء كتابته لفيلم فير، وصف الألبوم بأنه «مرضي للغاية» واختار الأغنية التي تأثرت بأغنية قوالي كأغنية مميزة. كما أشاد بالأغنية تاتسام موخيرجي من إنديا توداي، الذي كان ينتقد عمل سين «المنسي». على الرغم من إعجابه بالمغنيين - خاصة كور وماليا - فقد رفض المستوى المتوسط لمؤلفات سين.
| #  | عنوان                       | المدة |
| -- | --------------------------- | ----- |
| 1. | "Happy Oye"                 | 4:40  |
| 2. | "Gabru Ready To Mingle Hai" | 3:46  |
| 3. | "Aashiq Tera"               | 4:54  |
| 4. | "Zara Si Dosti"             | 5:27  |
| 5. | "Yaaram"                    | 4:25  |

## الإفراج
صدر ملصق للفيلم يظهرُ فيه بينتي وديول وهما يرتديان سراويل تقليدية وحذاء رياضي، وبدلة باثاني وسترة نهرو على التوالي. في 19 يوليو 2016. ظهر فضل وشيرجيل في خلفيّة الفيلم. تم إصدار المقطع الدعائي للفيلم من قبل طاقم العمل خلال حلقة من برنامج كابيل شارما شو، وهو مسلسل كوميدي تلفزيوني هندي. عند الإصدار؛ تلقى المقطع الدعائي الذي تبلغ مدته ثلاث دقائق تعليقات إيجابية من المراجعين؛ حيثُ قال كاتب من دايلي نيوز أند أناليز إن «هناك الكثير من الضجة واللحظات المضحكة التي ستدغدغك ... قلوبنا تتوقُ إلى أبهاي الذي هو ببساطة في أفضل حالاته». صدرَ هابي بهاج جايجي بشكل رسمي في الهند في 19 أغسطس 2016.

## الاستقبال
تلقى هابي بهاج جايجي ردود فعل متباينة من نقاد السينما. أشاد روهيت فاتس من صحيفة هندوستان تايمز بالفيلم، وكتب أن «عرض الكوميديا الظرفية لن ينتهي حتى تغادر المسرح»، وأضاف أنه على الرغم من أن الفكرة تبدو في البداية «بعيدة المنال»، إلا أن نمو الفيلم بدد الشكوك حوله. وبالمثل، قالت نانديني رامناث من سكرول إنْ إنَّ الفيلم «نجا من فرضيته المصنعة»، و«لديه قوة دفع كافية لتوجيهه خلال أكثر المناورات التي لا يمكن السيطرة عليها»، و «الركض بفرح إلى منصة النصر». كما شارك راجيف ماساند في الرأي الذي كان يقدر العناصر الكوميدية للفيلم في مراجعته لـسي إن إن-نيوز 18 حيثُ كتب أن الفيلم «ممتع في الغالب على الرغم من نواقصه، لأن الدعابة [كانت] مكتسبة». كتب روهيت بهاتناغار في صحيفة ديكان كرونيكل، ووصف الإنتاج بأنه «مثالي» ووصفه بأنه أفضل عمل لعزيز. وبالمثل، عزا الناقد في ذا وير تانول ثاكور، جاذبية الفيلم إلى كتابات عزيز «الصادقة» والاهتمام بالتفاصيل، مشيرًا إلى أنها أظهرت أن «[عزيز] مستثمر، والأهم من ذلك أنه يهتم بقصته». أشاد كل من الكاتب في الهند اليوم سوهاني سينغ وفي الصحيفة الهندوسية {نامراتا جوشي بعلاج الفيلم لقضيّة العلاقة بين الهند وباكستان.
انتقد النقاد، بما في ذلك عدي بهاتيا من مينت وتشوبرا جوبتا من ذا إنديان إكسبرس، السرد المبعثر للفيلم. لاحظ الأخير الدعابة المتقطعة للنص، قائلاً، «على الرغم من الخطوط المتقطعة، واللمسات اللطيفة، إلا أن الفيلم ممتاز». كما أشاد بهاتيا بالجانب الكوميدي، حيث كتب أنه على الرغم من فرضية الفيلم السخيفة «إلا أنه مضحك». انتقد صيبال شاترجي اتجاه عزيز في مراجعته لقناة إن دي تي في. كتب أن عزيز لم يستخدم «القطع السردية ... باستمرار بما يكفي لتكون قادرًا على تقديم عمل رائع». رد شاترجي أيضًا بشكل سلبي على التغيير في لهجة السرد في النصف الأخير من الفيلم. كان متحمسًا لطبيعة الفيلم غير المؤذية، واصفًا إياه بأنه نادر في الأفلام الكوميدية، وقال إن عدم الإساءة «يضيف الكثير». كانت سوكانيا فيرما من موقع ريديف دوت كوم رافضة إلى حد كبير لقصّة «الحمقاء والضعيفة». كما انتقدت التوصيف الضعيف للعنوان، وأضافت أن الشخصية الرئيسيّة أثقلها نص «يرى فضيلة غريبة في طرقها الشريرة».
استقبل نقاد الفيلم أداء معظم الممثلين بشكل جيد. أُطلق على بينتي بشكل مختلف لقب «صاحبة الإمكانيات». كان أدائها أيضًا موضوع آراء متضاربة. كتبت بهاتناغار أنها «تسرق الأضواء في كل إطار» لكن سينغ قالت إنها «تفتقر إلى المهارات المسرحية لرفع الشخصية المفعمة بالحيوية». ومع ذلك، تم الإشادة بديول على نطاق واسع بأدائه في الفيلم، حيث كتب رامناث، «إنه يبرز بشكل رائع الفروق الدقيقة لبلال، ويوجه الشخصية بخبرة من خلال كل من المشاهد الهادئة والصاخبة». وقد وصفه أيضا الكاتبان في فيرست بوست آنا إم إم فيتيكاد وتشاترجي باسم «كراماتيك». كما تلقى الممثلون الثانويون استجابة إيجابية إلى حد كبير حيثُ أشاد سينغ على «أدائهم المتزن». وخصَّ ثاكور شيرجيل، ووصف أداءه بأنه «رجل غني بهرمون التستوستيرون، منخفض الذكاء، يعيشُ حياة منخفضة لكنها مبهجة».

## التتمّة
أكدت بينتي مشاركتها في تكملة لفيلم هابي بهاج جايجي عبر حسابها على تويتر. تم التأكيد أيضًا على أن راي وإروس ناو سيكونا منتجي التتمّة، فيما تمَّ الإبقاء على عزيز كمخرجٍ للتكملة. صدر الجزء الثاني بعنوان هابي بير بهاج جايجي في 24 أغسطس 2018.

## روابط خارجية
- مقالات تستعمل روابط فنية بلا صلة مع ويكي بيانات